# Celestus montanus
Celestus montanus är en ödleart som beskrevs av Schmidt 1933. Celestus montanus ingår i släktet Celestus och familjen kopparödlor. Inga underarter finns listade i Catalogue of Life.